# Milton Lasell Humason
Milton Lasell Humason (Dodge Center, 19 agosto 1891 – Mendocino, 18 giugno 1972) è stato un astronomo statunitense.

## Biografia
Abbandonati ben presto gli studi, nel 1909 trovò lavoro come manovale nel cantiere dell'Osservatorio di Monte Wilson. Due anni più tardi si sposò con la figlia di uno dei progettisti dell'osservatorio. Successivamente assunse l'incarico di custode dell'osservatorio, iniziando ad appassionarsi all'astronomia. Divenuto assistente di Edwin Hubble, si fece apprezzare per la meticolosità delle sue osservazioni in campo fotografico e spettrografico. Le sue ricerche furono di fondamentale importanza per la formulazione della Legge di Hubble.
Per una circostanza sfortunata mancò la scoperta di Plutone: nel 1919, undici anni prima di Clyde Tombaugh, eseguì una scansione fotografica nella zona del cielo in cui si trovava Plutone, ma a causa di un difetto della lastra fotografica non risultò nessuna traccia visibile del pianeta.
A lui si deve la scoperta della cometa Humason (C/1961 R1). Gli sono stati dedicati un cratere lunare e l'asteroide 2070 Humason.